# Jo Planckaert
Pour les articles homonymes, voir Planckaert.
Jo Planckaert  est un coureur cycliste belge, né le 16 décembre 1970 à Deinze.
Il est le fils de Willy Planckaert, ancien coureur cycliste comme ses deux oncles Walter, Eddy et son cousin Francesco (nl). Il fut professionnel de 1992 à 2004.

## Biographie
En 2003, le domicile de Jo Planckaert est perquisitionné dans le cadre d'une enquête sur un trafic d'hormones et de stimulants mêlant le vétérinaire Jose Landuyt, ainsi que d'autres coureurs tels que Johan Museeuw, Chris Peers ou Mario De Clercq.
En octobre 2004, la Ligue vélocipédique belge prononce deux ans de suspension à son encontre, estimant que les enquêteurs ont réuni des preuves suffisantes pour établir une infraction aux règlement en vigueur en matière de dopage. Il ne fait pas appel de cette décision et met fin à sa carrière.

## Palmarès

### Palmarès amateur
- 1989
  - Tour des Flandres juniors
- 1991
  - Champion de Flandre-Orientale sur route
  - 2eb étape du Tour du Limbourg amateurs

### Palmarès professionnel
- 1993
  - 3e étape du Tour d'Andalousie
  - 4e étape du Tour de Murcie
  - Ronde van Midden-Zeeland
  - 3e d'À travers la Belgique
- 1995
  - Grand Prix de Denain
  - 4eb étape du Tour de Suède
  - Nokere Koerse
  - 2e de la Clásica de Almería
  - 2e du Circuit du Houtland
  - 2e du Tour de Vendée
  - 2e de la Gullegem Koerse
- 1996
  - 3e de la Gullegem Koerse
- 1997
  - 4e étape du Tour de Galice
  - 2e du Samyn
  - 2e de la Coupe Sels
  - 2e de Paris-Roubaix
  - 3e du Grand Prix de la ville de Zottegem
  - 8e du Tour des Flandres
- 1998
  - Étoile de Bessèges :
    - Classement général
    - 3e étape

  - Grand Prix Briek Schotte
  - Circuit Mandel-Lys-Escaut
  - Grand Prix Jef Scherens
  - 2e de la Coupe Sels
  - 3e du Grand Prix d'Isbergues
  - 8e de Paris-Tours
- 1999
  - 2e étape de l'Étoile de Bessèges
  - Kuurne-Bruxelles-Kuurne
  - 3e du Mémorial Rik Van Steenbergen
  - 3e de la Gullegem Koerse
  - 5e de Paris-Roubaix
- 2000
  - Étoile de Bessèges :
    - Classement général
    - 3eb étape (contre-la-montre par équipes)

  - 5e étape du Tour d'Andalousie
  - Tro Bro Leon
  - 1re étape du Tour de la Région wallonne
  - 1re étape du Tour du Limousin
  - 2e du Circuit Mandel-Lys-Escaut
  - 3e de l'Omloop van het Meetjesland
- 2001
  - Grand Prix de la ville de Zottegem
  - 2e du Circuit Mandel-Lys-Escaut
  - 3e de Kuurne-Bruxelles-Kuurne
- 2002
  - 2e du Grand Prix E3
  - 2e du Grand Prix de Francfort
  - 3e d'À travers la Belgique
  - 3e du Delta Profronde
  - 4e de Milan-San Remo
  - 7e de l'Amstel Gold Race
  - 8e de Paris-Tours
  - 10e de la Coupe du monde
- 2003
  - 2e étape de l'Étoile de Bessèges
- 2004
  - 2e du Grand Prix d'ouverture La Marseillaise
  - 3e de la Nokere Koerse
  - 3e de Veenendaal-Veenendaal

## Résultats dans les grands tours

### Tour de France
1 participation
- 1997 : hors-délais (14e étape)

### Tour d'Espagne
1 participation
- 1999 : abandon

## Classements mondiaux
| Année                                 | 1997 | 1998 | 1999 | 2000 | 2001 | 2002 |
| ------------------------------------- | ---- | ---- | ---- | ---- | ---- | ---- |
| Classement UCI                        | 78e  | 83e  | 66e  | 71e  | nc   | 30e  |
| Coupe du monde                        | 13e  | nc   | 18e  | nc   | nc   | 10e  |
|                                       |      |      |      |      |      |      |
| Légende : nc = non classéSource : UCI |      |      |      |      |      |      |